# San Isidro de la Cumbre
San Isidro de la Cumbre är en ort i Mexiko.   Den ligger i kommunen Irapuato och delstaten Guanajuato, i den centrala delen av landet, 270 km nordväst om huvudstaden Mexico City. San Isidro de la Cumbre ligger 1 732 meter över havet och antalet invånare är 105.
Terrängen runt San Isidro de la Cumbre är en högslätt. Runt San Isidro de la Cumbre är det ganska tätbefolkat, med 199 invånare per kvadratkilometer. Närmaste större samhälle är Irapuato, 13,0 km nordost om San Isidro de la Cumbre. Trakten runt San Isidro de la Cumbre består till största delen av jordbruksmark.